# Mingorría
Mingorría – gmina w Hiszpanii, w prowincji Ávila, w Kastylii i León, o powierzchni 30,69 km². W 2011 roku gmina liczyła 410 mieszkańców.